# Мартыновское муниципальное образование
Мартыновское муниципальное образование — упразднённое сельское поселение в Казачинско-Ленском районе Иркутской области России. 
Административный центр — посёлок Верхнемартыново.

## История
Мартыновское муниципальное образование создано в декабре 2004 года. В ноябре 2022 года упразднено путём присоединения к Казачинскому муниципальному образованию (к январю 2023 года).

## Население
| 2010 | 2011 | 2012 | 2013 | 2014 | 2015 | 2016 |
| ---- | ---- | ---- | ---- | ---- | ---- | ---- |
| 142  | ↘141 | ↘136 | ↘129 | ↗132 | ↘122 | ↘117 |
| 2017 | 2020 |      |      |      |      |      |
| ↗121 | ↘113 |      |      |      |      |      |

По результатам Всероссийской переписи населения 2010 года
численность населения муниципального образования составила 142 человека, в том числе 74 мужчины и 68 женщин.

## Населённые пункты
В сельское поселение входили 3 населённые пункта:
| № | Населённый пункт | Тип     | Население |
| - | ---------------- | ------- | --------- |
| 1 | Верхнемартыново  | село    | ↘86       |
| 2 | Нижнемартыново   | деревня | ↘31       |
| 3 | Кутима           | село    | ↘19       |